# 熱圧着
熱圧着（ねつあっちゃく、英: Thermal press fitting）、拡散接合（かくさんせつごう、英: Diffusion bonding）とは、同種または異種の材料同士を融点以下まで熱し加圧することにより塑性変形を起こさせ、双方の表面の接触によって接合・接着させる方法。もしくは材料同士の接合面に存在する原子の拡散を利用して固体のまま接合(固相接合)する方法。半導体業界ではMEMSの製造技術として一般的に使用される(基板接合)。また一部の業界では「熱プレス」とも呼ばれている。

## 定義
JIS規格 溶接用語（JIS Z 3001）における、熱圧着の定義は
- 分類：特殊の溶接 ≫ マイクロ接合
- 番号：5402
- 用語：熱圧着
- 定義：複数の部材を融点以下の適当な温度で圧力を加え密着させて、塑性変形を起こさせ、双方の清浄面の接触によって接合させる方法。
- 対応英語：Thermo compression bonding